# أردريس (باد كاليه)
أردريس، باد كاليه (بالفرنسية: Ardres) هي بلدية فرنسية تقع في إقليم باد كاليه من منطقة نور با دو كاليه في شمال فرنسا. تبلغ مساحة هذه المدينة 13.52 (كم²)، وترتفع عن سطح البحر 11 م، يبلغ عدد سكانها 4213 نسمة حسب إحصاء المعهد الوطني للإحصاء والدراسات الاقتصادية سنة 2009 م. وترأس البلدية خلال فترة ().

## توأمة
لأردريس (باد كاليه) اتفاقيات توأمة مع:
- مندن